# Izvor Vir
Izvor Vir este o arie protejată (sit de importanță comunitară — SCI) din Croația întinsă pe o suprafață de 66,92 ha, integral pe uscat.

## Localizare
Centrul sitului Izvor Vir este situat la coordonatele 43°09′30″N 17°27′03″E / 43.158313°N 17.450739°E.

## Înființare
Situl Izvor Vir a fost declarat sit de importanță comunitară în iulie 2013 pentru a proteja 1 specie de animale.

## Biodiversitate
Situată în ecoregiunea mediteraneană, aria protejată nu include niciun habitat protejat.
La baza desemnării sitului se află o specie protejată de  amfibieni: proteu de peșteră (Proteus anguinus).